# Weierstraß-Polynom
Der mathematische Begriff des Weierstraß-Polynoms, benannt nach Karl Weierstraß, tritt in der Funktionentheorie mehrerer Veränderlicher auf. Es handelt sich um holomorphe Funktionen bzw. Funktionskeime in einem Punkt, die bezüglich einer der Variablen ein normiertes Polynom mit Koeffizienten aus dem Ring der holomorphen Funktionen in den anderen Variablen ist, so dass die Koeffizienten in diesem Punkt ebenfalls verschwinden.

## Definitionen
Es sei {\displaystyle {}_{n}{\mathcal {O}}} der Ring der konvergenten Potenzreihen in {\displaystyle 0\in \mathbb {C} ^{n}}. Dieser Ring ist isomorph zum Ring der Funktionskeime holomorpher Funktionen in 0, weshalb diese Begriffsbildung auch für Keime durchgeführt werden kann.
Durch die injektive Abbildung
{\displaystyle {}_{n-1}{\mathcal {O}}\rightarrow {}_{n}{\mathcal {O}},\quad f\mapsto {\tilde {f}},\quad {\tilde {f}}(z_{1},\ldots ,z_{n}):=f(z_{1},\ldots ,z_{n-1})}
fasst man {\displaystyle {}_{n-1}{\mathcal {O}}} als Unterring von {\displaystyle {}_{n}{\mathcal {O}}} auf. Das heißt, {\displaystyle f\in {}_{n-1}{\mathcal {O}}} wird dadurch zu einem Element aus {\displaystyle {}_{n}{\mathcal {O}}}, dass man bei einer Auswertung in den Variable {\displaystyle (z_{1},\ldots ,z_{n})} die letzte Variable einfach ignoriert.
Die Variable {\displaystyle z_{n}} ist selbst ein Polynom und daher ein Element aus {\displaystyle {}_{n}{\mathcal {O}}\setminus {}_{n-1}{\mathcal {O}}}. Adjungiert man {\displaystyle z_{n}} zum Unterring {\displaystyle {}_{n-1}{\mathcal {O}}}, so erhält man den Polynomring {\displaystyle {}_{n-1}{\mathcal {O}}[z_{n}]} mit Koeffizienten aus {\displaystyle {}_{n-1}{\mathcal {O}}}, und man hat die Inklusionen
{\displaystyle {}_{n-1}{\mathcal {O}}\subset {}_{n-1}{\mathcal {O}}[z_{n}]\subset {}_{n}{\mathcal {O}}}.
Jedes Element aus {\displaystyle f\in {}_{n-1}{\mathcal {O}}[z_{n}]} hat eine eindeutige Darstellung
{\displaystyle f(z_{1},\ldots ,z_{n})=a_{m}(z_{1},\ldots ,z_{n-1})\cdot z_{n}^{m}+a_{m-1}(z_{1},\ldots ,z_{n-1})\cdot z_{n}^{m-1}+\ldots +a_{1}(z_{1},\ldots ,z_{n-1})\cdot z_{n}+a_{0}(z_{1},\ldots ,z_{n-1})}
mit konvergenten Potenzreihen {\displaystyle a_{0},a_{1},\ldots ,a_{m-1},a_{m}\in {}_{n-1}{\mathcal {O}}}.
Ein solches Element heißt Weierstraß-Polynom, falls
- {\displaystyle a_{m}} ist die konstante Einsfunktion, das heißt, {\displaystyle f} ist ein normiertes Polynom über {\displaystyle {}_{n-1}{\mathcal {O}}}, und
- {\displaystyle a_{k}(0,\ldots ,0)=0} für alle {\displaystyle k=0,\ldots ,m-1}.

## Beispiele
- Für Funktionen einer Variablen ist ein Weierstraß-Polynom nichts weiter als ein normiertes Monom, also von der Form {\displaystyle z_{1}^{m}}.

- Das Polynom {\displaystyle z_{1}z_{2}\in {}_{1}{\mathcal {O}}[z_{2}]} ist kein Weierstraß-Polynom, da es nicht normiert ist.

- Das Polynom {\displaystyle z_{2}^{3}+\exp(z_{1})z_{2}+z_{1}^{4}\in {}_{1}{\mathcal {O}}[z_{2}]} ist ebenfalls kein Weierstraß-Polynom, da der Koeffizient von {\displaystyle z_{2}} nicht in 0 verschwindet.

- Das Polynom {\displaystyle z_{2}^{3}+\sin(z_{1})z_{2}+z_{1}^{4}\in {}_{1}{\mathcal {O}}[z_{2}]} ist ein Weierstraß-Polynom.

## Bemerkung
Weierstraß-Polynome spielen eine wichtige Rolle in der Funktionentheorie mehrerer Veränderlicher, da sie eine Art Division mit Rest erlauben, wie sie im Divisionssatz von Weierstraß vorkommt. Die irreduziblen Elemente im Ring {\displaystyle {}_{n}{\mathcal {O}}} sind im Wesentlichen die im Polynomring {\displaystyle {}_{n-1}{\mathcal {O}}[z_{n}]} irreduziblen Weierstraß-Polynome.